# 松尾浩也
松尾 浩也（まつお こうや、1928年（昭和3年）6月29日 - 2017年（平成29年）12月1日）は、日本の法学者（刑事法学）。位階は正四位。勲等は勲二等。東京大学名誉教授、日本学士院会員、文化功労者。
東京大学法学部助手、上智大学法学部助教授、東京大学教養学部教授、東京大学法学部教授、東京大学法学部学部長、千葉大学法経学部教授、上智大学法学部教授、法務省特別顧問、社団法人学士会理事長などを歴任した。

## 概要
1928年（昭和3年）生まれ、熊本県玉名郡荒尾町（現・荒尾市）出身の刑事法学者である。東京大学、上智大学、千葉大学で教鞭を執った。法務省では法制審議会や検察官適格審査会の会長を務め、のちに法務省の特別顧問となった。また、学士会の理事長なども歴任した。2017年（平成29年）、胆管がんにより死去した。

## 研究
元・東大総長平野龍一の高弟。刑事訴訟法の業績で知られるが、近年の刑法改正についても指導的役割を果たした。英米法、大陸法の双方に通じる。

## 人物
日本バプテスト教会連合練馬バプテスト教会泉田昭牧師から洗礼を受けてプロテスタントのクリスチャンになった。

## 略歴

### 学歴
- 1935年（昭和10年）4月：荒尾町立荒尾北小学校入学
- 1941年（昭和16年）
  - 3月：荒尾町立荒尾北小学校卒業
  - 4月：福岡県立三池中学校入学
- 1945年（昭和20年）3月：福岡県立三池中学校卒業
- 1946年（昭和21年）4月：第五高等学校理科甲類入学
- 1949年（昭和24年）
  - 3月：第五高等学校理科甲類卒業
  - 4月：東京大学法学部法律学科入学
- 1954年（昭和29年）3月：東京大学法学部法律学科卒業

### 職歴

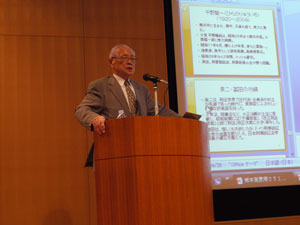
2009年（平成21年）5月23日、くまもと県民交流館パレアにて

- 1954年（昭和29年）4月：東京大学法学部助手
- 1957年（昭和32年）4月：上智大学法学部助教授
- 1960年（昭和35年）4月：東京大学教養学部助教授
- 1970年（昭和45年）8月：東京大学教養学部教授
- 1973年（昭和48年）4月：東京大学法学部教授に配置換（裁判法講座）
- 1984年（昭和59年）4月：東京大学法学部長
- 1989年（平成元年）
  - 3月：東京大学定年退官
  - 4月：千葉大学法経学部教授
  - 5月：東京大学名誉教授
- 1992年（平成4年）4月：上智大学法学部教授

#### 学外における役職
- 1985年（昭和60年）5月：日本刑法学会理事長（1991年（平成3年）5月まで）
- 2000年（平成12年）9月：法制審議会会長
- 2001年（平成13年）4月：法務省特別顧問
- 2005年（平成17年）12月12日：日本学士院会員
- 2011年（平成23年）6月：学士会理事長（第9代、2014年（平成26年）6月まで）

## 栄典
- 1994年（平成6年）11月：紫綬褒章
- 2000年（平成12年）：勲二等旭日重光章[5]
- 2010年（平成22年）：文化功労者[6]
- 2017年（平成29年）：正四位[7]

## 著書
- 弁護人の地位（有斐閣、1963年）
- 刑事訴訟法の基礎知識（田宮裕と共著）(有斐閣、1966年）
- 刑事訴訟の原理（東大出版会、1974年）
- 刑事訴訟法(上)（弘文堂、1979年）
- 刑事訴訟法（下I）（弘文堂、1982年）
- 刑事訴訟法（下II）（弘文堂、1990年）
- 刑事訴訟法II（編著）（有斐閣、1992年）
- 刑事訴訟法（下）（新版）（弘文堂、1993年）
- 立法の平易化（塩野宏と共編著）（信山社、1997年）
- 刑事訴訟法（上）（新版）（弘文堂、1999年）
- 刑事訴訟法講演集（有斐閣、2004年）
- 刑事法学の地平（有斐閣、2006年）
- 来し方の記―刑事訴訟法との五〇年（有斐閣、2008年）

## 門下生
- 後藤昭
- 長沼範良
- 酒巻匡
- 田中開
- 大澤裕